# العلاقات الأنغولية اليابانية
العلاقات الأنغوليّة اليابانيّة تشير إلى العلاقات الثنائيّة بين جمهوريّة أنغولا واليابان. تمّ تأسيس العلاقات في سبتمبر 1976، بعد فَترة وَجيزة من حُصول أنغولا على السّيادة الرسميّة. اعتبارًا من عام 2007، لَعبت العلاقات الاقتصادية «دورًا أساسيًّا في العلاقات الثنائيّة بين الحكومتين».
منذ ديسمبر 2016، هيرونوري ساوادا هو سفير اليابان لدى أنغولا.

## الزيارات
بدأت العلاقت الرسمية في شهر سبتمبر عام 1976م. زار سفير اليونيسف تيتسوكو كوروياناغي أنغولا عام 1989. وزار ماساكوني موراكامي، عضو مجلس المستشارين، أنغولا في عام 1994. وكذلك تيتسورو يانو، عضو مجلس المستشارين، عام 1998، 2000، 2001، 2002 و2004 وزارها كنائب الوزير الأوّل للشّؤون الخارجيّة عام 2003. زارت وزيرة الشّؤون الخارجيّة يوريكو كاواجوتشي أنغولا عام 2001. زار بيدرو دي كاسترو فان دينيم، وزير العلاقات الخارجية اليابان في عام 1989، 1991 و1992. ووزير التّجارة والسّياحة دياس في عام 1993. في عام 1995، رئيس الوزراء ماركولينو موكو، ووزير الشّؤون الخارجيّة فينانسيو دا سيلفا مورا، ووزير النّفط ألبينا ف. دي أسيس، سكرتير مجلس الوزراء فيجو، ووزير الجيولوجيا والمناجم، ووزير مصايد الأسماك والبيئة مارتا دي ف. م. جارديم، جميعهم زاروا اليابان. زار أنطونيو د.ب. كوستا نيتو، وزير الإدارة العامّة للتّوظيف والضّمان الاجتماعي، عام 1998. زار سكرتير مجلس الوزراء فان دونم في عام 1999. وكذلك الرّئيس الأنغولي جوزيه إدواردو دوس سانتوس ووزير الفنادق والسّياحة فالنتين ووزير الخارجيّة ميراندا اليابان في عام 2001. زار وزير التّجارة هوسي في عام 2002. ووزير الماليّة موراس ومساعد الوزير لرئيس الوزراء جايمي في عام 2003.

## التعليم
أصبحت اليابان أول بلد في آسيا تربطه شراكة تعليميّة مع مدرسة في أنغولا في 21 كانون الثّاني (يناير) 2013، عندما اشتركت جامعة ريوكوكو اليابانيّة (مدينة كيوتو) وجامعة أغوستينو نيتو في أنغولا في اتفاقيّة تعاون لتبادل الطّلاب والبحث العلمي. تمّ توقيع الإتّفاقيّة التّعاونيّة في السّفارة الأنغوليّة في اليابان من قبل عميد ريوكوكو، أكاماتسو، وعميد جامعة أغوستينو نيتو، والسّفير الأنغولي في اليابان.

## مقارنة بين البلدين
هذه مقارنة عامة ومرجعية للدّولتين:
| وجه المقارنة                                              | أنغولا           | اليابان         |
| --------------------------------------------------------- | ---------------- | --------------- |
| المساحة (كم2)                                             | 1.25 مليون       | 377.97 ألف      |
| عدد السكان (نسمة)                                         | 29.78 مليون      | 126.79 مليون    |
| الكثافة السكانية (ن./كم²)                                 | 23.82            | 335.45          |
| العاصمة                                                   | لواندا           | طوكيو           |
| اللغة الرسمية                                             | اللغة البرتغالية | اللغة اليابانية |
| العملة                                                    | كوانزا أنغولي    | ين ياباني       |
| الناتج المحلي الإجمالي (بليون دولار)                      | 124.21 مليار     | 4.87 تريليون    |
| الناتج المحلي الإجمالي (تعادل القوة الشرائية) بليون دولار | 184.83 مليار     | 5.18 تريليون    |
| الناتج المحلي الإجمالي الاسمي للفرد دولار أمريكي          | 4.10 ألف         | 34.52 ألف       |
| الناتج المحلي الإجمالي للفرد دولار أمريكي                 |                  | 36.62 ألف       |
| مؤشر التنمية البشرية                                      | 0.533            | 0.903           |
| رمز المكالمات الدولي                                      | +244             | +81             |
| رمز الإنترنت                                              | .ao              | .jp             |
| المنطقة الزمنية                                           | ت ع م+01:00      | توقيت اليابان   |

## منظمات دولية مشتركة
يشترك البلدان في عضوية مجموعة من المنظمات الدولية، منها:
| علم المنظمة | اسم المنظمة                        | تاريخ انضمام أنغولا | تاريخ انضمام اليابان |
| ----------- | ---------------------------------- | ------------------- | -------------------- |
|             | البنك الإفريقي للتنمية             | ?                   | ?                    |
|             | منظمة الشرطة الجنائية الدولية      | ?                   | ?                    |
|             | منظمة التجارة العالمية             | ?                   | ?                    |
|             | منظمة حظر الأسلحة الكيميائية       | ?                   | ?                    |
|             | مؤسسة التمويل الدولية              | 19 سبتمبر 1989      | 20 يوليو 1956        |
|             | يونسكو                             | 11 مارس 1977        | 2 يوليو 1951         |
|             | البنك الدولي للإنشاء والتعمير      | 19 سبتمبر 1989      | 13 أغسطس 1952        |
|             | مؤسسة التنمية الدولية              | 19 سبتمبر 1989      | 27 ديسمبر 1960       |
|             | الأمم المتحدة                      | 1 ديسمبر 1976       | 18 ديسمبر 1956       |
|             | وكالة ضمان الاستثمار متعدد الأطراف | 19 سبتمبر 1989      | 12 أبريل 1988        |
|             | الاتحاد الدولي للاتصالات           | 13 أكتوبر 1976      | 29 يناير 1879        |
|             | الاتحاد البريدي العالمي            | ?                   | ?                    |

## وصلات خارجية
- موقع وزارة الخارجية الأنغولية
- موقع وزارة الخارجية اليابانية